# Joseph Jessing

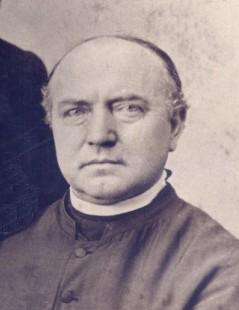
Joseph Jessing

Joseph Jessing (ur. 17 listopada 1836 w Münster; zm. 2 listopada 1899 w Columbus) – niemiecki Sługa Boży Kościoła katolickiego.

## Życiorys
Joseph Jessing urodził się 17 listopada 1836 roku, a jego rodzicami byli Anna Maria Schlusemann i John William Jessing. W 1840 roku zmarł jego ojciec, a jego matka w dniu 12 sierpnia 1841 roku urodziła syna. Później Joseph wstąpił do pruskiej armii. Został odznaczony przez cesarza Wilhelma I Hohenzollerna za odwagę w bitwie pod Dybbol. W 1867 roku wyemigrował do Stanów Zjednoczonych, gdzie rozpoczął studia w seminarium duchownym Mount Saint Mary of the West. W dniu 16 lipca 1870 roku otrzymał święcenia kapłańskie. Był założycielem Papieskiej szkoły Josephinum College. Zmarł w opinii świętości, a obecnie trwa jego proces beatyfikacyjny.